# احتجاجات قطر 2021

احتجاجات قطر 2021، هي احتجاجات شعبية اندلعت في قطر بسبب قانون الانتخابات القطري الذي سينظم انتخابات مجلس الشورى المقبلة والتي تعد أول انتخابات تشريعية في قطر وسينتج منها اختيار ثلثي أعضاء مجلس الشورى القطري المكون من 45 عضوًا.
اعتقل عدد من أفراد الاحتجاجات وصدر بيان عن وزارة الداخلية القطرية: «أحالت السلطات في قطر سبعة أشخاص إلى النيابة العامة للتحقيق في اتهامات موجهة إليهم بنشر أخبار كاذبة، وإثارة صراعات عرقية وقبلية.»
في مساء يوم 11 أغسطس 2021 انتهت مهلة الـ 24 الساعة التي منحها أفراد قبيلة آل مرة للقيادة القطرية كي يطلقوا سراح عدد من المعتقلين الذين تم احتجازهم وورد في موقع إرم نيوز التابع لإرم للإعلام عن انقطاع أخبار احتجاجات آل مرة مع فرض قطر تعتيمًا شاملًا وانقطعت بشكل كامل أخبار المحتجي ولم يتضح ما إذا كان جرى حجب مواقع التواصل الاجتماعي في قطر.
وانتقد رئيس الوزراء القطري الأسبق حمد بن جاسم بن جبر آل ثاني الاحتجاحات وصرح «نحن نمر في تجربة لا أريد ان اسميها ديمقراطية بل هي مشاركة شعبية وفي كل تجربة جديدة تحصل بعض الثغرات ولكن ما هكذا تورد الإبل.»

## الخلفية
في 29 يوليو 2021 صادق أمير قطر تميم بن حمد آل ثاني على المرسوم رقم (37) لسنة 2021 لتنظيم انتخابات مجلس شورى لعام 2021 في قطر والتي تعد أول انتخابات تشريعية لعضوية مجلس الشورى في البلاد. ويصنف القانون القطريين لثلاث فئات: الأصلي والمتجنس قديمًا والمتجنس حديثًا. وحرم القانون فئات المتجنسين من حق التصويت والترشح وحرم من جده لم يولد في قطر من حق الترشح وتضرر بشكل كبير من هذا القانون المنتسبين إلى قبيلة آل مرة الذي يقدر البعض نسبتهم تفوق الـ 40% من سكان قطر.
هناك توترات بين قبيلة آل مرة والقيادة الحالية من آل ثاني، ففي عام 2005 جردت السلطات بعض أفراد القبيلة من الجنسية وقالت إن السبب في ذلك هو حملهم جنسيتين وبينما يرى بعض من أفراد قبيلة آل مرة إن ما يحدث تصفية حسابات ومحاولة تقليص عدد أفراد القبيلة لضمان التوازن القبلي في قطر رغم نفي السلطات إن الإجراء كان عقابًا لهم على ما يشتبه بتورطهم في محاولة انقلاب 1996 في قطر.

## قانون الجنسية القطري
بسبب تعديل عام 2005 على قانون الجنسية فقد جزء من المواطنين القطريين صفة المواطنة الأصلية التي بموجبها يحق لهم الترشح والانتخاب. وشمل هذا التعديل جزء من المنتسبين إلى قبيلة آل مرة والتي تعد من قبائل البدو الرّحل في شبه الجزيرة العربية ولم تستقر قبل ترسيم الحدود في مكان محدد.

## طالع أيضًا
- هزاع بن علي المري